# Битва при Потідеї
Битва при Потідеї відбулася в 432 р. до н. е. між Афінами та об'єднаною армією Коринфа та Потідеї разом із різними союзниками. Разом з битвою при Сиботі вона стала одним із каталізаторів Пелопоннеської війни.

## Передумова
Потідея була колонією Коринфа на півострові Халкідіки, але була членом Делоської ліги та платила данину Афінам. Спочатку він був заселений коринфянами і все ще щороку приймав коринфських магістратів. Після поразки афін під Сиботою, Афіни вимагали від Потідеї знести частину стін, припинити приймати коринфських магістратів і відправити заручників до Афін. Афіни боялися, що Потідея повстане через коринфський чи македонський вплив, оскільки Пердікка II Македонський заохочував повстання серед інших союзників Афін у Фракії . Незважаючи на те, що Потідея справді розпочинав повстання, вимога афінян лише прискорила цей процес. Щоб забезпечити виконання своїх вимог, Афіни послали експедицію на чолі з Архестратом у контексті коринфської та македонської ворожнечі.

## Битва
Афіни зібрали флот із 30 кораблів і 1000 гоплітів під загальним командуванням Архестрата. Афінські сили спочатку мали битися з Пердіккою в Македонії, але були перенаправлені до Потідеї. Потідейці послали послів до Афін і Спарти, і коли перемовини в Афінах зірвалися, Спарта пообіцяла допомогти Потідеї підняти повстання, пообіцявши вторгнутися в Аттику. Афінський флот відплив до Потідеї, але коли він прибув, Архестрат замість цього напав на македонян, оскільки потідейці вже повстали та об'єдналися з Пердіккою. Коринф також послав до Потідеї 1600 гоплітів і 400 легких військ під командуванням Арістей, проте як «добровольців», сподіваючись таким чином не спровокувати ще більшу війну. У відповідь Афіни вислали ще 2000 гоплітів і ще 40 кораблів під командуванням Каллія . Після кількох боїв проти Пердікки об'єднані афінські сили відпливли до Потідеї та висадилися там. Пердікка та 200 його кіннотників приєдналися до Арістея, і їхня об'єднана армія рушила до Потідеї.
У наступній битві крило коринфських військ Арістей розгромило частину афінської лінії, але в інших місцях афіняни перемогли. Арістей з деякими труднощами повернувся до Потідеї вздовж морського узбережжя, сподіваючись уникнути основної афінської армії. Резервні сили потідейців, розташовані в сусідньому Олінфі, спробували допомогти Арістейсу, але вони також зазнали поразки. Коринфяни і потідейці втратили близько 300 чоловік, а афіняни близько 150, включаючи Каллія; македонська кіннота в бій так і не вступила.
Афіняни залишалися за межами Потідеї деякий час і були підкріплені ще 1600 гоплітами під командуванням Форміона. Обидві сторони побудували стіни та контрмури, і афінянам вдалося відрізати Потідею від моря морською блокадою. Під час блокади представники Коринфа, Афін і Спарти зустрілися в Спарті, що призвело до офіційного оголошення війни.
Однак ця облога, яка тривала до 430/429 рр. до н. е., серйозно виснажила афінську скарбницю, оскільки на військову діяльність було потрібно 420 талантів на рік. Це не було популярним рішенням серед афінян, і в поєднанні з чумою, яка охопила Афіни на початку 420-х років до нашої ери, зробило подальше лідерство Перікла неспроможним. Періклева стратегія ховатися за Довгими мурами й покладатися на невеликі грошові запаси пелопоннесців почала ставати несприятливою для афінської свідомості.
У кількох діалогах Платона виявляється, що філософ Сократ був ветераном битви при Потідеї, де він врятував життя Алківіаду (Симпозіум 219e-221b).